# Wydział Zarządzania Uniwersytetu Łódzkiego
Wydział Zarządzania Uniwersytetu Łódzkiego rozpoczął działalność 1 września 1994 roku na mocy decyzji z dnia 12 sierpnia 1994 roku JM Rektora prof. dra hab. Michała Seweryńskiego. Korzenie Wydziału Zarządzania sięgają działalności Wydziału Prawno-Ekonomicznego oraz Wyższej Szkoły Ekonomicznej, włączonej w roku 1961 do struktury Uniwersytetu Łódzkiego. 
W piśmie z 28 lutego 1991 roku: prof. dr hab. Zofia Mikołajczyk, dr hab. Alicja Jaruga prof. UŁ, prof. dr hab. Jerzy Dietl, prof. dr hab. Jerzy Kortan, oraz prof. dr hab. Jerzy Zieliński uzasadniali potrzebę powołania samodzielnego wydziału, którego zainteresowania badawcze wpisywać się będą w aktualne europejskie i światowe nurty nauk o zarządzaniu. 
Wydział Zarządzania Uniwersytetu Łódzkiego powołany został jako ósmy wydział na Uniwersytecie Łódzkim. Jego pierwszym Dziekanem został dr hab. Bogdan Gregor prof. UŁ, a struktura obejmowała sześć jednostek organizacyjnych: Katedrę Zarządzania, Katedrę Rachunkowości, Katedrę Marketingu, Katedrę Zarządzania Przedsiębiorstwem oraz Katedrę Informatyki, a także Zakład Przedsiębiorczości i Polityki Przemysłowej, zajmujących się szeroko pojętą tematyką zarządzania i działających w ramach Wydziału Ekonomiczno-Socjologicznego UŁ. 
Wydział Zarządzania jest jednym z największych wydziałów Uniwersytetu Łódzkiego. Jest wyróżniającym się centrum naukowo-dydaktycznym, którego misją jest rozwój wiedzy teoretycznej i aplikacyjnej w zakresie nauk o zarządzaniu i finansów, poprzez prowadzenie na międzynarodowym poziomie badań naukowych i nauczania w systemie trójstopniowym oraz ustawicznym. Wydział Zarządzania to także jedna z najprężniej działających jednostek Uniwersytetu Łódzkiego, otwarta na potrzeby przedstawicieli biznesu. Budynek Wydziału należy do najnowocześniejszych w grupie ośrodków akademickich.
Mocną pozycję Wydziału Zarządzania w obszarze dydaktyki potwierdza wyróżniająca ocena instytucjonalna przyznana przez Polską Komisję Akredytacyjną już w 2013 r., a w obszarze nauki - kategoria A uzyskana w ocenie parametrycznych w latach 2008-2012 oraz 2013-2016.
W 2019 r. w rankingu uczelni i studiów ekonomicznych „Rzeczpospolitej” Uniwersytet Łódzki zajął 3. miejsce w gronie uczelni nieekonomicznych oferujących najlepsze studia ekonomiczne.
W 2017 r. Wydział Zarządzania został oceniony jako jeden z najlepszych wydziałów ekonomicznych w Polsce - w Rankingu Uczelni i Wydziałów Ekonomicznych "Rzeczpospolitej" zajął 2. miejsce w kategorii "Wydziały ekonomiczne" (na 27 wydziałów).

## Władze
Kadencja 2024–2028
- Dziekan Wydziału Zarządzania: prof. dr hab. Ewa Walińska
- Prodziekan ds. Współpracy Międzynarodowej: dr hab. Maciej Turała, prof. UŁ
- Prodziekan ds. Nauki i Rozwoju: dr hab. Tomasz Czapla, prof. UŁ
- Prodziekan ds. Studenckich: dr hab. Małgorzata Striker, prof. UŁ
- Prodziekan ds. Jakości Kształcenia i Współpracy z Otoczeniem: dr hab. Jakub Marszałek, prof. UŁ

## Struktura
Strukturę organizacyjną Wydziału Zarządzania stanowią:
- Katedra Informatyki
- Katedra Logistyki
- Katedra Marketingu
- Katedra Przedsiębiorczości i Polityki Przemysłowej
- Katedra Rachunkowości
- Katedra Strategii i Zarządzania Wartością Przedsiębiorstwa
- Katedra Zarządzania
- Katedra Zarządzania Finansami Przedsiębiorstwa
- Katedra Zarządzania Miastem i Regionem
- Katedra Zarządzania Zasobami Ludzkimi

- Biuro Dziekana
- Dział Jakości Kształcenia i Obsługi Studenta
- Dział Nauki i Studiów Doktoranckich
- Dział Administracji i Komunikacji
- Sekcja ds. informatyki
- Biblioteka

- Centrum Jakości Badań Naukowych Knowbase
- Centrum Rozwoju Dydaktyki
- Centrum Analiz Biznesowych
- Centrum Analiz Biznesowych
- Centrum Badań Nad Sztuczną Inteligencją i Cyberkomunikacją
- Centrum Inteligentnych Technologii (dawniej Centrum Mikser Inteligentnych Technologii)
- Centrum Interdyscyplinarnych Badań Rachunkowości
- Centrum Metodologii Badań w Naukach o Zarządzaniu i Jakości "Bizresearch.pl" (dawniej Centrum Metod Organizacji i Zarządzania)
- Centrum Przedsiębiorczości
- Centrum Studiów Zrównoważonego Rozwoju
- Centrum Technologii Bezpieczeństwa w Logistyce
- Centrum Współpracy Badawczo-Naukowej: Polska-Ukraina
- Centrum Zarządzania Operacjami i Sieciami Wartości
- Ośrodek Międzynarodowych Studiów Rachunkowości

## Oferta edukacyjna
Studia na Wydziale Zarządzania UŁ pomagają w nabyciu kwalifikacji menedżerskich, kształtują umiejętności przydatne do podjęcia i samodzielnego prowadzenia działalności gospodarczej. Rozwijane są także najwyżej cenione umiejętności na rynku pracy – umiejętność analitycznego myślenia, szybkiego uczenia się i samodzielności. Istotnym elementem kształcenia jest wyposażenie studentów w pakiet umiejętności społecznych i komunikacyjnych.
Oferta edukacyjna obejmuje:
- Studia licencjackie:[3] Analityka biznesu, Automatyzacja procesów biznesowych - BPA, Business Management, Cyfryzacja i zarządzanie danymi w biznesie, Digital Communication and Social Media for Management, Finanse i inwestycje, Logistyka, Lingwistyka dla biznesu, Management and Finance, Marketing, Przedsiębiorczość i zarządzanie innowacjami, Rachunkowość w biznesie, Zarządzanie, Zarządzanie miastem, Zarządzanie zasobami ludzkimi,
- Studia magisterskie:[4] Business and Digital Analytics, Zarządzanie, Zarządzanie biznesem (studia dla nieekonomistów), Zarządzanie w administracji publicznej, Logistyka w biznesie, Rachunkowość i zarządzanie finansami, Business Management, Environmental Management, Prawo podatkowe i rachunkowość (tylko niestacjonarne), Biegły rewident i audyt finansowy (tylko niestacjonarne)
- Studia podyplomowe
- Studia MBA i Mini MBA®
- Studia doktoranckie w ramach Szkoły Doktorskiej Nauk Społecznych

## Akredytacje i certyfikaty
Wydział Zarządzania posiada akredytacje międzynarodowych instytucji, które prowadzą do znacznego zwiększenia kompetencji studentów. 
- W 2013 roku Wydział otrzymał akredytację Association of Chartered Certified Accountants (ACCA). Obecnie akredytowany jest kierunek na II stopniu (Finanse i Rachunkowość, od 2019 roku Rachunkowość i Zarządzanie Finansami), a studenci Wydziału Zarządzania mają możliwość rozpoczęcia kwalifikacji już w trakcie studiów oraz uzyskania zwolnienia z egzaminów i opłat w ACCA na specjalnych warunkach. ACCA jest międzynarodową organizacją zrzeszającą specjalistów z zakresu finansów i rachunkowości. Kwalifikacja ta została przyjęta przez Organizację Narodów Zjednoczonych jako globalny wzorzec międzynarodowego programu rachunkowości. Certyfikat ACCA jest uznawany na międzynarodowym rynku firm zajmujących się rachunkowością i finansami.

- W 2015 roku specjalność Zarządzanie Projektami otrzymała akredytację International Project Management Association Polska (IPMA Polska), która jest częścią międzynarodowej organizacji non-profit - International Project Management Association®, zrzeszającej i certyfikującej Project Managerów. Studenci specjalności Zarządzanie projektami realizują przedmioty zakwalifikowane do programu IPMA Student.

- Na mocy umowy podpisanej przez Wydział Zarządzania UŁ oraz AICPA & CIMA uruchomiliśmy Program CGMA na Wydziale Zarządzania UŁ. Program umożliwia studentom na kierunku Management and Finance zdobycie CGMA Certificate in Business Accounting oraz uzyskiwanie zwolnień z egzaminów przeprowadzanych przez CIMA.

- W 2018 roku kierunek Logistyka pozytywnie przeszedł proces międzynarodowej akredytacji na zgodność ze standardami European Logistics Association (ELA). Akredytacja ta umożliwia przyszłym absolwentom kierunku Logistyka uzyskanie międzynarodowych certyfikatów zawodowych European Junior Logistician i/lub European Senior Logistician.

- Kierunek Business Management uzyskał w grudniu 2020 roku prestiżową, amerykańską akredytację przyznawaną przez lidera akredytacji dla programów edukacji biznesowej International Accreditation Council for Business Education (IACBE). Akredytacja potwierdza spełnienie przez uczelnię określonych wymogów dotyczących sprawnego funkcjonowania, wysokiego poziomu dydaktyki, innowacyjnego zarządzania, dobrych relacji z biznesem oraz wysoką wartość dyplomu, który liczy się na rynku pracy.
- Kierunek Automatyzacja Procesów Biznesowych (BPA) został oficjalnie przyjęty do Blue Prism Academia. To pierwszy kierunek w regionie i jeden z pierwszych kierunków w Polsce, który oferuje studentom praktyczną wiedzę z zakresu tworzenia robotów oraz możliwość zdobycia międzynarodowego certyfikatu. Blue Prism to najczęściej wykorzystywany program w branży Robotyzacji Procesów Automatycznych (RPA), służący do automatyzowania działań z użyciem programów komputerowych. Studenci kierunku BPA będą uczestniczyć w intensywnym kursie programu Blue Prism. Nabyte kwalifikacje będą mogli potwierdzić poprzez zdanie międzynarodowego egzaminu i zdobycie jednego z sześciu certyfikatów Blue Prism: Developer, Professional Developer, Solution Designer, ROM Architect, Technical Architect (V6), Installation Engineer (V6).
- Od roku akademickiego 2021/2022 przedmiot „Wprowadzenie do analiz finansowych przy wykorzystaniu IBM SPSS Statistics” został objęty systemem akredytacji zajęć dydaktycznych Predictive Solutions (dawniej SPSS Polska). Przedmiot ten prowadzony jest na studiach stacjonarnych II stopnia, na Wydziale Zarządzania, kierunek: Rachunkowość i zarządzanie finansami, specjalność: Menedżer finansowy przez: dr Dorotę Starzyńską oraz dr Martę Baraniak i obejmuje 16 godzin ćwiczeń praktycznych z programem PS IMAGO PRO/IBM SPSS Statistics. Zgodnie z Regulaminem Systemu Akredytacji i Certyfikacji Predictive Solutions wszyscy studenci uczestniczący w akredytowanych zajęciach, po ich zaliczeniu z oceną co najmniej dobrą, uzyskają certyfikat SPSS Technology Junior Expert pod patronatem IBM Polska.
- Akredytacja Polskiej Izby Biegłych Rewidentów - 24 maja 2024 r. Komisja Egzaminacyjna dla kandydatów na biegłych rewidentów oraz Uniwersytet Łódzki podpisały umowę w sprawie współpracy przy prowadzeniu studiów na kierunku Biegły rewident i audyt finansowy od roku akademickiego 2024/2025. Zgodnie z umową Komisja Egzaminacyjna będzie zaliczać kandydatowi na biegłego rewidenta wszystkie egzaminy z wiedzy, zgodnie z art. 15 ust. 2 ustawy, o ile kandydat ukończył studia drugiego stopnia na kierunku Biegły rewident i audyt finansowy prowadzonym na Wydziale Zarządzania UŁ.

## Koła naukowe
Na Wydziale Zarządzania funkcjonują następujące koła naukowe:
- Studenckie Koło Naukowe Globalni
- Studenckie Koło Naukowe Kreatywności Biznesowej "Bizaktywne"
- Studenckie Koło Naukowe Marketingu MarkeTEAM
- Studenckie Koło Naukowe ManageTeaM
- Studenckie Koło Naukowe Rachunkowości SIGMA
- Studenckie Koło Naukowe Zarządzania Łańcuchem Dostaw SCM
- Studenckie Koło Naukowe Zarządzania Zasobami Ludzkimi Personalni
- Studenckie Koło Naukowe Stratolog

## Rada Biznesu
Od 2003 roku przy Wydziale Zarządzania Uniwersytetu Łódzkiego funkcjonuje Rada Biznesu, która zrzesza przede wszystkim lokalnych liderów województwa łódzkiego.
- Cele i założenia Rady Biznesu to:
  - współpraca z Wydziałem Zarządzania UŁ w obszarze procesu dydaktycznego
  - wymiana doświadczeń pomiędzy teoretykami i praktykami zarządzania
  - wsparcie i uczestnictwo w inicjatywach studenckich Wydziału Zarządzania UŁ
  - współpraca w zakresie organizacji praktyk zawodowych dla najlepszych studentów Wydziału Zarządzania
  - pozyskanie najlepszych absolwentów Wydziału Zarządzania dla praktyki
  - współpraca między członkami Rady Biznesu, w tym przygotowanie wspólnie z Wydziałem Zarządzania oferty konsultingowej i szkoleniowej dla członków Rady Biznesu[8]

### Skład Rady Biznesu[9]
- DACHSER Intelligent Logistics
- PGE Obrót S.A. Oddział I z siedzibą w Łodzi
- Deloitte
- Infosys
- PKO Bank Polski
- Santander
- Wella Company
- Delia Cosmetics
- Digital Workforce
- Decathlon Logistics CD Łódź
- Signify
- 360 Księgowość
- TME
- Nordea
- McCormick
- Clariant

## Rada Menedżerów Publicznych
Rada Menedżerów Publicznych została powołana w 2014 roku. Celem jej funkcjonowania jest zacieśnienie współpracy administracji publicznej (rządowej i samorządowej) oraz organizacji sektora użyteczności publicznej z Wydziałem Zarządzania w zakresie dydaktyki oraz badań naukowych. Rada od początku jej powstania stanowi forum dyskusji nad specyfiką zarządzania w sektorze publicznym, jakością usług publicznych, polityką rozwoju miasta i regionu. Na Wydziale Zarządzania współpracę społeczności akademickiej z RMP koordynuje Katedra Zarządzania Miastem i Regionem.

## Oferta dla biznesu
Wydział Zarządzania Uniwersytetu Łódzkiego oferuje, oprócz tradycyjnej oferty edukacyjnej, również szkolenia, kursy, badania, analizy i ekspertyzy. W ramach tego obszaru współpracy istnieje m.in. możliwość przeprowadzenia szkolenia we wskazanym zakresie i wymiarze, jak również możliwość skorzystania z bazy specjalistów wydziałowych w zakresie realizacji projektów konsultingowych. 
W ofercie znajdują się m.in. szkolenia z zakresu zarządzania, finansów i rachunkowości, w tym m.in.: studium menedżerskie „Zarządzanie Projektami”, Design Thinking oraz szkolenia dla nauczycieli.
Szeroki wachlarz usług zleconych jest skierowany do przedsiębiorstw, administracji publicznej oraz jednostek niebiznesowych. Pracownicy Wydziału Zarządzania, będący ekspertami w swoich dziedzinach, posiadają liczne doświadczenia w ich realizacji. 
Wydział Zarządzania to jedna z najprężniej działających jednostek Uniwersytetu Łódzkiego, otwarta na potrzeby przedstawicieli biznesu. Budynek Wydziału należy do najnowocześniejszych w grupie ośrodków akademickich. Wyjątkowa aranżacja wnętrza budynku i nowoczesne wyposażenie zapewniają wszystkim beneficjentom projektów prowadzonych na Wydziale komfortowe warunki.  
Szeroki wybór nowoczesnych sal gwarantuje możliwość organizacji zarówno kameralnych spotkań i warsztatów, jak i wykładów, seminariów czy konferencji o znacznie większym zasięgu, adresowanych do różnorodnego grona odbiorców. Foyer na parterze, wewnętrzne patio (atrium) oraz przestronne korytarze, w których znaleźć się mogą stoiska promocyjne, pozwalają na realizację projektów o charakterze targowym i wystawienniczym (np. targów pracy, targów edukacyjnych), bankietów czy sesji zdjęciowych. 

## Zespół Ekspertów
Na Wydziale Zarządzania Uniwersytetu Łódzkiego funkcjonuje Zespół Ekspertów - specjalistów w dziedzinach takich, jak: zarządzanie, inwestycje, biznes, marketing, rachunkowość, audyt, logistyka, zarządzanie miastem i regionem. Eksperci Wydziału dzielą się z mediami swoją wiedzą i doświadczeniem, udzielają wypowiedzi lub wsparcia w zakresie komentarzy, opinii i prognoz branżowych.

## Wydarzenia

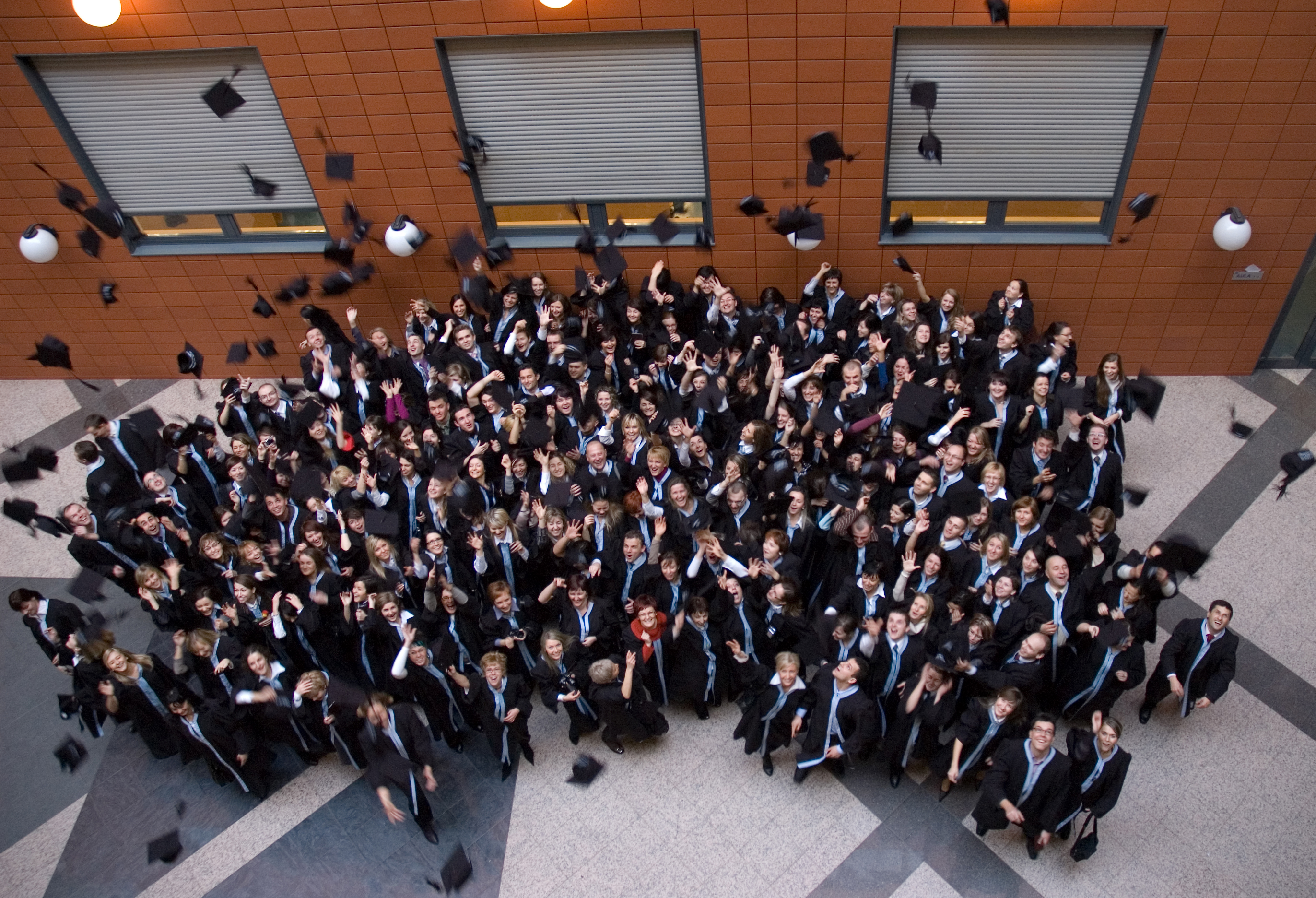
Gala Absolwenta

### Gala Absolwenta
Gala Absolwenta to wydarzenie, w którym biorą udział przedstawiciele władz Uniwersytetu Łódzkiego, władze Wydziału, a przede wszystkim absolwenci studiów I-go i II-go stopnia. Wydział Zarządzania już od 2005 roku nadaje temu przedsięwzięciu uroczystą oprawę, czyniąc moment rozdania dyplomów istotnym dla każdego absolwenta.
Podczas Gali oprócz uroczystego wręczania dyplomów przyznawane są także indywidualne wyróżnienia dla studentów Wydziału Zarządzania, którzy w trakcie studiów odznaczali się wybitnymi osiągnięciami w nauce, bądź intensywną pracą na rzecz Wydziału. Ważną część uroczystości stanowi co roku ogłoszenie wyników nagród, przyznawanych przez absolwentów ulubionym prowadzącym – tzw. WuZetek. Tymi nagrodami zostają uhonorowani wykładowcy, którzy szczególnie wyróżniają się sposobem prowadzenia zajęć oraz zostają zapamiętani przez studentów jako osoby podchodzące do swego zawodu z pasją i zaangażowaniem.
Przyjęty jest również zwyczaj wręczania w trakcie Gali Absolwenta tytułu Partnera Roku, dla firmy z Rady Biznesu Wydziału Zarządzania, która w ciągu ostatniego roku wyróżniła się swoim zaangażowaniem we współpracę z Wydziałem. Oficjalną część Gali kończy pamiątkowe zdjęcie absolwentów zgromadzonych na patio.

### Jubileusz 20-lecia: Zjazd Dziekanów wydziałów ekonomii i zarządzania polskich uczelni publicznych
12 i 13 czerwca 2014 r. na Wydziale Zarządzania Uniwersytetu Łódzkiego odbył się Zjazd Dziekanów wydziałów ekonomii i zarządzania polskich uczelni publicznych pod hasłem Perspektywy kształcenia w ekonomii i zarządzaniu. Wydarzenie było jednym z kluczowych elementów obchodów Jubileuszu 20-lecia Wydziału Zarządzania Uniwersytetu Łódzkiego.
W dwudniowych obradach wzięli udział dziekani i prodziekani wydziałów zarządzania i ekonomicznych uczelni 
publicznych w Polsce (UW, SGH, UG, US, SGGW, UMK, KUL, UMCS, AGH, PŁ, PW, UE w Krakowie, UE w Katowicach, UE we Wrocławiu i in.), przedstawiciele Ministerstwa Nauki i Szkolnictwa Wyższego, Polskiej Komisji Akredytacyjnej, środowisk opiniotwórczych, pracodawców i instytucji wspierających.
Zjazd Dziekanów rozpoczął wykład inauguracyjny gościa specjalnego, eksperta w dziedzinie zarządzania i twórcy teorii metafor prof. Garetha Morgana z York University pt.: Complexity, Turbulence and Change: Some Implications for Business Education.
Pierwsza sesja koncentrowała się wokół wyzwań stojących przed jakością kształcenia na polskich uczelniach. W dyskusji nad systemami jakości kształcenia, które mogą stanowić wyróżnik i decydować o przewadze konkurencyjnej uczelni ważny głos zabrał m.in. prof. Marek Lisiński z Polskiej Komisji Akredytacyjnej.
W programie obrad znalazła się także debata z przedstawicielami środowiska pracodawców (z udziałem przedstawicieli PwC, E&Y, KPMG, Skanska), którzy opowiedzieli o swoich oczekiwaniach wobec absolwentów kierunków ekonomicznych i zarządzania. 
Drugi dzień Zjazdu zakończyła sesja poświęcona problemom finansowania szkół wyższych, w której nie zabrakło trudnych pytań dotyczących m.in. dydaktyki, finansowania badań naukowych młodej kadry dydaktycznej czy odpłatności za drugi kierunek studiów. Adresatem tych pytań był Sekretarz Stanu w Ministerstwie Nauki i Szkolnictwa Wyższego, prof. Marek Ratajczak, który zaakcentował potrzebę dalszych reform systemu finansowania polskiego szkolnictwa wyższego.
Spotkanie stanowiło dla wszystkich uczestników doskonałą okazję do dyskusji nad kierunkiem rozwoju kształcenia akademickiego w zakresie zarządzania i ekonomii w okresie dynamicznych zmian zachodzących w otoczeniu szkół wyższych w Polsce.

### Jubileusz 25-lecia
24 września 2019 r. odbyły się uroczystości związane z jubileuszem 25-lecia działania Wydziału. W ramach obchodów odbyło się uroczyste posiedzenie Rady Wydziału, które poprowadził Dziekan Wydziału Zarządzania UŁ dr hab. Tomasz Czapla, prof. UŁ. Głos zabrali Jego Magnificencja Rektor Uniwersytetu Łódzkiego prof. dr hab. Antoni Różalski, a także Wiceprezydent Miasta Łodzi Adam Wieczorek. Podczas posiedzenia wręczono 25 statuetek pracownikom Wydziału, którzy w szczególny sposób zapisali się w historii Wydziału. Spotkanie jubileuszowe uświetnił wykład Prodziekana ds. jakości kształcenia dr. Andrzeja Kompy.
Uroczystości zwieńczone zostały nadaniem auli A3 imienia prof. Zofii Mikołajczyk, która współtworzyła polską szkołę nauk o zarządzaniu. Pani Profesor Zofii Mikołajczyk była wieloletnim kierownikiem Katedry Organizacji i Kierowania, a następnie Katedry Zarządzania Uniwersytetu Łódzkiego, członkiem Komitetu Nauk Organizacji i Zarządzania Polskiej Akademii Nauk, współtwórcą polskiej szkoły nauk o zarządzaniu, wybitnym ekspertem w dziedzinie metod i technik zarządzania oraz zarządzania zmianami. 
Z okazji 25-lecia opublikowany został album podsumowujący 25 lat istnienia Wydziału. Goście Wydziału mogli zapoznać się z wystawą prezentującą wspomnienia absolwentów, którzy nadsyłali swoje historie w ramach specjalnego konkursu jubileuszowego. Wspominali wykładowców, zajęcia, a także wydarzenia i inne historie, które były pełne emocji i wzruszeń.

### Jubileusz 30-lecia
W 2024 roku Wydział Zarządzania Uniwersytetu Łódzkiego obchodzi swoje 30-lecie. W programie obchodów znalazły się między innymi: spotkanie "Jak osiągać to, co wydaje się niemożliwe?" z zaproszonymi gośćmi, Dzień Studenta, pokaz kulinarny Damiana Marchlewicza (zwycięzca IV edycji programu Hell's Kitchen Piekielna Kuchnia), Gala Jubileuszowa oraz piknik rodzinny dla pracowników.

### sKOŁOwanie
Prezentacja kół naukowych i organizacji studenckich - sKOŁOwanie to cykliczne wydarzenie, które odbywa się dwa razy w roku na początku każdego semestru akademickiego: w marcu i październiku. sKOŁOwanie to idealna okazja dla studentów, żeby zapoznać się z profilem działalności poszczególnych kół i realizowanymi przez nie projektami. Chętni mogą dowiedzieć się więcej o zasadach rekrutacji do kół i organizacji studenckich. 
Pierwsza edycja wydarzenia odbyła się 11 października 2011 roku i wzięło w niej udział 7 kół z Wydziału Zarządzania.

### Plener malarski

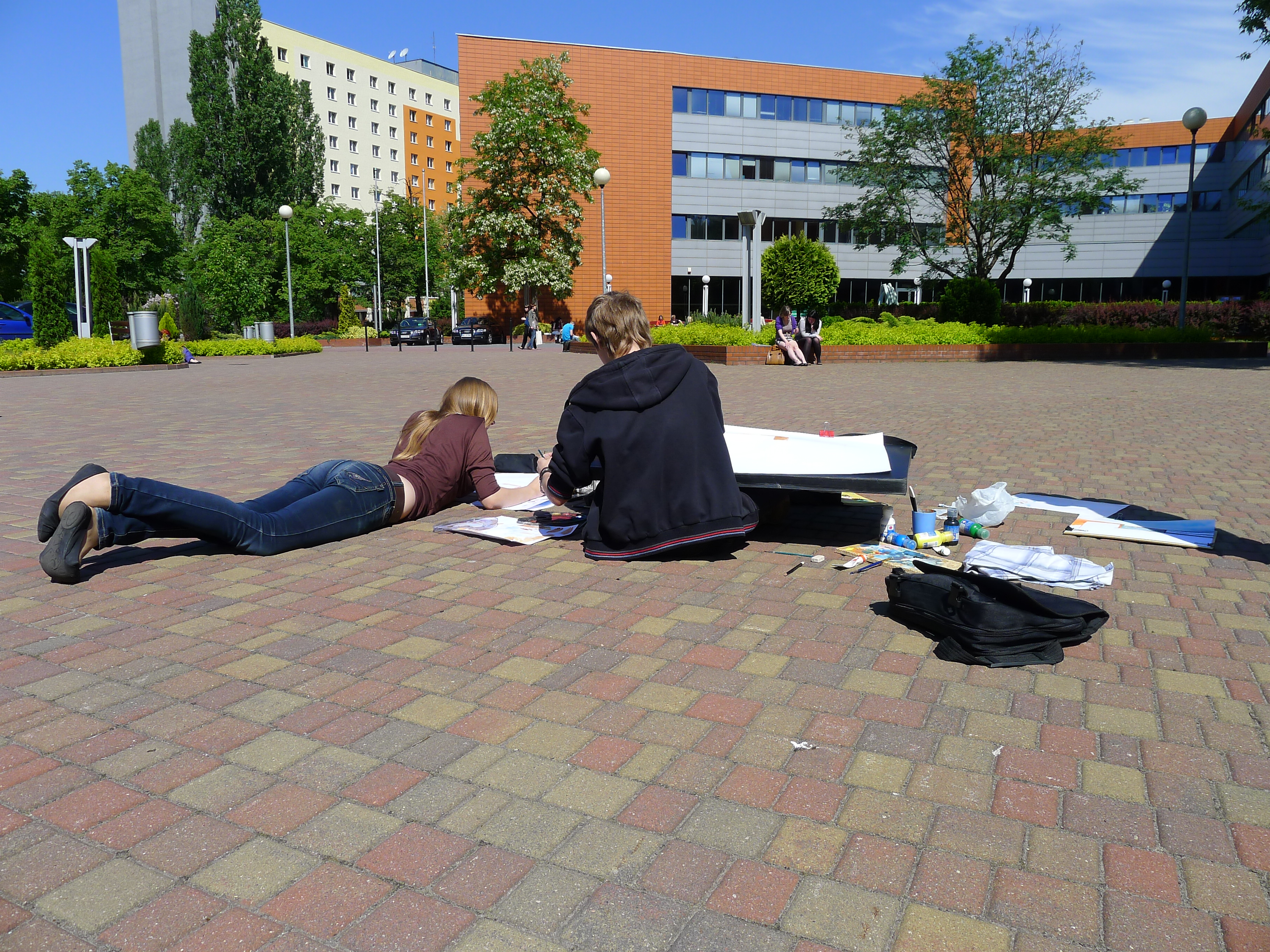
Plener malarski

To cykliczna impreza skierowana zarówno do profesjonalistów, jak i amatorów sztuki, dla których inspirację stanowi tętniący życiem, nowoczesny budynek Wydziału Zarządzania Uniwersytetu Łódzkiego. Jedynym warunkiem, jaki trzeba spełniać jest wykonanie w dniu imprezy dzieła, które pozostaje tematycznie związane z Wydziałem Zarządzania Uniwersytetu Łódzkiego. Wydarzenie odbywa się na Wydziale Zarządzania UŁ od 2010 roku.
Uczestnicy pleneru podchodzą do tej imprezy poważnie, w większości prezentując budynek w różnorodnych pod względem formy i techniki wykonania pracach. Niektórzy tworzą różnobarwne wariacje na temat Wydziału, inni portretują na jego tle przyszłych menedżerów, zaś dla miłośników martwej natury wymarzonym obiektem do utrwalenia na płótnie są malownicze okolice Wydziału. Najlepsze prace zostają, co roku uhonorowane nagrodami rzeczowymi.

### Targi Pracy
Uniwersyteckie Targi Pracy to inicjatywa Biura Karier Uniwersytetu Łódzkiego od lat ciesząca się niezmiennie dużym zainteresowaniem zarówno wśród pracodawców, jak i studentów oraz absolwentów łódzkich uczelni. 
Dla pracodawców Targi stanowią znakomitą okazję do nawiązania pierwszego kontaktu z kandydatami oraz kreowania wizerunku firmy jako rzetelnego i przyjaznego pracodawcy. Dla studentów z kolei to możliwość bliższego poznania interesujących ich firm oraz szczegółów dotyczących procesów rekrutacyjnych i szansa na bezpośrednie zaprezentowanie swojej kandydatury i złożenie dokumentów aplikacyjnych.
W 2019 roku odbyła się piętnasta edycja wydarzenia.

### Dni Kariery
Przedsięwzięcie realizowane przez międzynarodową organizację studencką AIESEC mające na celu zaznajomienie studentów z ofertami na rynku pracy, a także ich bezpośredni kontakt oraz wymianę informacji z potencjalnymi pracodawcami promującymi oferty swoich firm. Dni Kariery umożliwiają studentom porównanie ofert pracy, znalezienie właściwego profilu firmy odpowiadającego ich umiejętnościom i zainteresowaniom. Pierwsze targi pracy miały miejsce przy Uniwersytecie Warszawskim oraz Szkole Głównej Handlowej w 1992 roku.